# Guus Haak
Guus Haak (L'Aia, 17 aprile 1937) è un ex calciatore olandese, di ruolo difensore.

## Carriera

### Allenatore
Allenò il NLS.